# General Assembly
General Assembly (30 kwietnia 1976 – marzec 2005) – amerykański koń wyścigowy pełnej krwi angielskiej. Zwycięzca Hopeful Stakes w 1978 i Travers Stakes w 1979 roku.

## Życiorys
Przyszedł na świat w stanie Wirginia. Jego hodowcami i właścicielami było małżeństwo – Bertram i Diana Firestone. Ojcem kasztanowatego ogiera był Secretariat, zdobywca Triple Crown z 1973 roku, natomiast matką była Exclusive Dancer. Trenował go LeRoy Jolley.

### Kariera wyścigowa
W wieku dwóch lat wygrał Hopeful Stakes i Saratoga Special Stakes. Zajął drugie miejsce w Champagne Stakes, Laurel Futurity i Cowdin Stakes. Gdy miał trzy lata, zajął drugie miejsce w Kentucky Derby i piąte w Preakness Stakes. Obie te gonitwy wygrał Spectacular Bid. General Assembly wziął także udział w Belmont Stakes, ale dobiegł dopiero siódmy. W Marlboro Cup zajął drugie miejsce, ponownie pokonał go Spectacular Bid. Zajął trzecie miejsce w Bay Shore Stakes i wygrał Vosburgh Stakes oraz Gotham Stakes. Jego największym osiągnięciem było wygranie Travers Stakes, gdzie uzyskał 15 długości przewagi. Ustanowił nowy rekord toru na tym dystansie, który został pobity w 2016 roku przez konia Arrogate. General Assembly łącznie wziął udział w 17 gonitwach, wygrał 7 z nich i zarobił  463 245 dolarów.

### Emerytura i śmierć
General Assembly rozpoczął karierę reproduktora w 1980 roku. Przez pierwsze sześć lat działał w Gilltown Stud w Irlandii, potem wrócił do Kentucky. W 1993 roku został wysłany do Francji, a od 1995 roku mieszkał w Gestut Olympia w Niemczech, gdzie spędził resztę życia. Jest on ojcem 31 zwycięzców gonitw typu „Stakes”, a jego najbardziej udanym potomkiem jest Steady Flame – najlepszy sprinter lat 1989-1991.
W marcu 2005 roku został poddany eutanazji w wieku 29 lat z powodu problemów z sercem i krążeniem.